# Anatolij Swydnycki
Anatol Swydnycki, ukr. Анатоль Свидницький (ur. 1834 w Mańkowcach na Podolu, zm. w 1871 r. w Kijowie) – ukraiński pisarz, działacz społeczny i folklorysta.

## Życiorys
Urodził się w rodzinie księdza. W 1851 r. rozpoczął naukę w Podolskim Seminarium Duchowym w Kamieńcu Podolskim, następnie przerwał ją, by w 1856 r. rozpocząć studia na wydziale medycznym Uniwersytetu Kijowskiego, a rok później także historyczno-filologicznym. Został członkiem tajnego Studenckiego Towarzystwa Charkowsko-Kijowskiego, które za cel stawiało sobie walkę z carskim reżimem, szerzenie zakazanej literatury, działanie na rzecz utworzenia szkół niedzielnych itp. Studiów nie skończył z powodów materialnych. Pracował jako nauczyciel w Mirogrodzie (1860–1862), urzędnik podatkowy w Kozielcu (1862–1868) oraz w archiwum Uniwersytetu Kijowskiego (1868–1871).
Swydnycki zaczął pisać w czasach studenckich. Stworzył zbiór patriotycznych utworów lirycznych, do których sam napisał potem muzykę np. Ukrajino maty nasza... (Україно мати наша...), W poli dola stojała (В полі доля стояла), Roste dołom berezyna (Росте долом березина), Koły choczesz nam dobra (Коли хочеш нам добра). Były one skierowane przeciwko społecznemu uciskowi Ukrainy przez władze rosyjskie. Tylko jeden wiersz – Horłycia (Горлиця) – wydrukowano za życia autora.
Pisał też artykuły z zakresu folkloru i etnografii, m.in. Złyj duch (Злий дух) i Wełykdeń u Podilli (Великдень у Поділлі) oraz opowiadania: Proty syły ne pomresz, z czym rodywsia, z tym i wmresz (Проти сили не попреш з чим родився, з тим і вмреш), Nedokołysana (Недоколисана), Iwan Dorobało (Іван Доробало) dla czasopisma „Osnowa”. Po jego likwidacji zaczął publikować w rosyjskojęzycznych gazetach „Kijewlianin” („Киевлянин”) i „Odiesskij wiestnik” („Одесский вестник”) głównie felietony przybliżające życie wiejskiego duchowieństwa i drobnych urzędników, jak również opowiadania o rozbójnikach, żebrakach, przemytnikach itp. Osobna gałąź jego twórczości to utwory autobiograficzne: Chocz z mostu ta w wodu (Хоч з мосту та в воду), Tuda i obratno (Туда и обратно).
Za największe jego dzieło uważa się powieść Luboraćki (Люборацькі) (pol. Luboraccy), napisaną dla „Osnowy” w 1862, lecz opublikowaną dopiero w 1901. Opowiada ona o tragedii rodziny księdza na tle stosunków społeczno-narodowych na prawobrzeżnej Ukrainie. Autor pokazuje, jak poprzez politykę rusyfikacji niszczy się świadome narodowo duchowieństwo i pozbawia Ukraińców duchowego przewodnictwa, zwraca też uwagę na zły wpływ polskiej szlachty na ukr. młodzież oraz niemoralne zwyczaje przedstawicieli rosyjskiego prawosławia. Powieść Luboraccy dała początek ewolucji ukraińskiej prozy w kierunku obszernych powieści o trudnej tematyce i jest ona uznawana za pierwszą ukraińską powieść społeczno-obyczajową.